# Ennio Filonardi (vescovo)

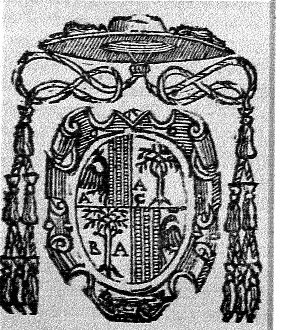

Ennio III Filonardi (Bauco, 1568 – Ferentino, 1644) è stato un vescovo cattolico italiano.

## Biografia
Nacque a Bauco (attuale Boville Ernica) nel 1565, da Silvio e Cinzia Filonardi (figlia di Paolo Emilio) del ramo di Domenico.
Ennio III discendeva dal ramo di Saturno; i suoi genitori gli diedero una cultura religiosa e umanistica, fin dai primi anni fu affidato alla cura dei Padri della Compagnia di Gesù presso l'Apollinare come era consuetudine della famiglia.
Il giovane Ennio si laureo in utroque iure.
Il 19 novembre 1612 fu nominato vescovo di Ferentino da papa Paolo V, all'età di anni 44; notizia confermata anche dall'Eubel:" Ferentin., Ennius Philonardus 19 Nov. 1612. Promovetur cum ret. compat., salva pens. antiqua (AC. 14 f. 226); in dioec. Verulan. nat. aet. circ. 44 an. Iur. utr. doct. (AM. 97 f. 687), cons. Romae a Ioanne card. Millino 7 Oct. 1618 (Misc. Arm. XIII 33 f. 151)
Nel periodo che Ennio III, governava la chiesa di Ferentino (1612-1644), la famiglia Filonardi aveva anche altri Prelati e cugini di Ennio III: ( Filippo Filonardi cardinale tt. S. Maria del Popolo; Paolo Emilio Filonardi, arcivescovo di Amalfi; Mario Filonardi, arcivescovo di Avignone;  Alessandro Filonardi vescovo di Aquino)
Mentre governava la chiesa di Ferentino, il Municipio conferì la cittadinanza a tutta la famiglia dei marchesi Filonardi, inserendola nel suo patriziato.
Lo storico Giacomo Bono nella sua Storia di Ferentino narrata ed illustrata lo ricorda così: «Coll'elezione a questo Vescovato di Ferentino, del nobile romano Ennio Filonardi di Bauco, venne in questa città a stabilirsi un ramo di detta illustre famiglia, che apparentò in seguito coll'unica erede di casa Tibaldeschi: e da questo casato riunito di Filonardi - Tibaldeschi».
Mons. Ennio III, dopo aver compiuto la visita pastorale in tutta la diocesi di Ferentino, riordinò i luoghi pii, che si trovavano dissestati.
A Ferentino riattò la fabbrica del vescovato, aprendovi una strada che passa nel sottopassaggio del palazzo vescovile e conduce all'entrata del quadriportico, e conduce anche nella piazza centrale, dalla quale si accede alla cattedrale di Ferentino: prima si doveva percorrere quasi l'intera città per accedervi.
Rivoltosi poi alla Congregazione della disciplina Ecclesiastica volle riformare il sinodo diocesano.
Nel 1617 concesse il convento e la chiesa parrocchiale di Sant'Agata ai frati minori osservanti.
Nel 1639 procedette alla ricognizione del corpo del martire Ambrogio centurione romano e protettore della città di Ferentino e abbellì la cappella con stucchi e pitture. Siccome si avvidero di non aver rinvenuto tutte le reliquie del martire, pensarono che ve ne fossero delle altre ancora più nascoste, che furono poi ritrovate dal vescovo Fabrizio Borgia nello stesso sepolcro il 17 ottobre 1747.
Nondimeno Ennio Filonardi si contentò della scoperta, senza pretendere di fare ulteriori indagini per rinvenire l'intero corpo del martire; siccome l'invenzione accadde il 30 aprile di sabato, il vescovo decretò che la prima domenica si recassero in processione le reliquie del martire. Dal 1º maggio 1639 ad oggi si portano quindi in processione per le vie principali del centro storico le reliquie del martire.
Nel 1641 commissionò la statua equestre di Sant'Ambrogio allo scultore e argentiere romano Fantino Taglietti, che la realizzò sul modello di quella del Campidoglio raffigurante Marco Aurelio.

## Genealogia episcopale
La genealogia episcopale è:
- Arcivescovo Filippo Archinto
- Papa Pio IV
- Cardinale Giovanni Antonio Serbelloni
- Cardinale Carlo Borromeo
- Cardinale Gabriele Paleotti
- Cardinale Ludovico de Torres
- Cardinale Giovanni Garzia Mellini
- Vescovo Ennio Filonardi